# Zagrodniki (Łódź)

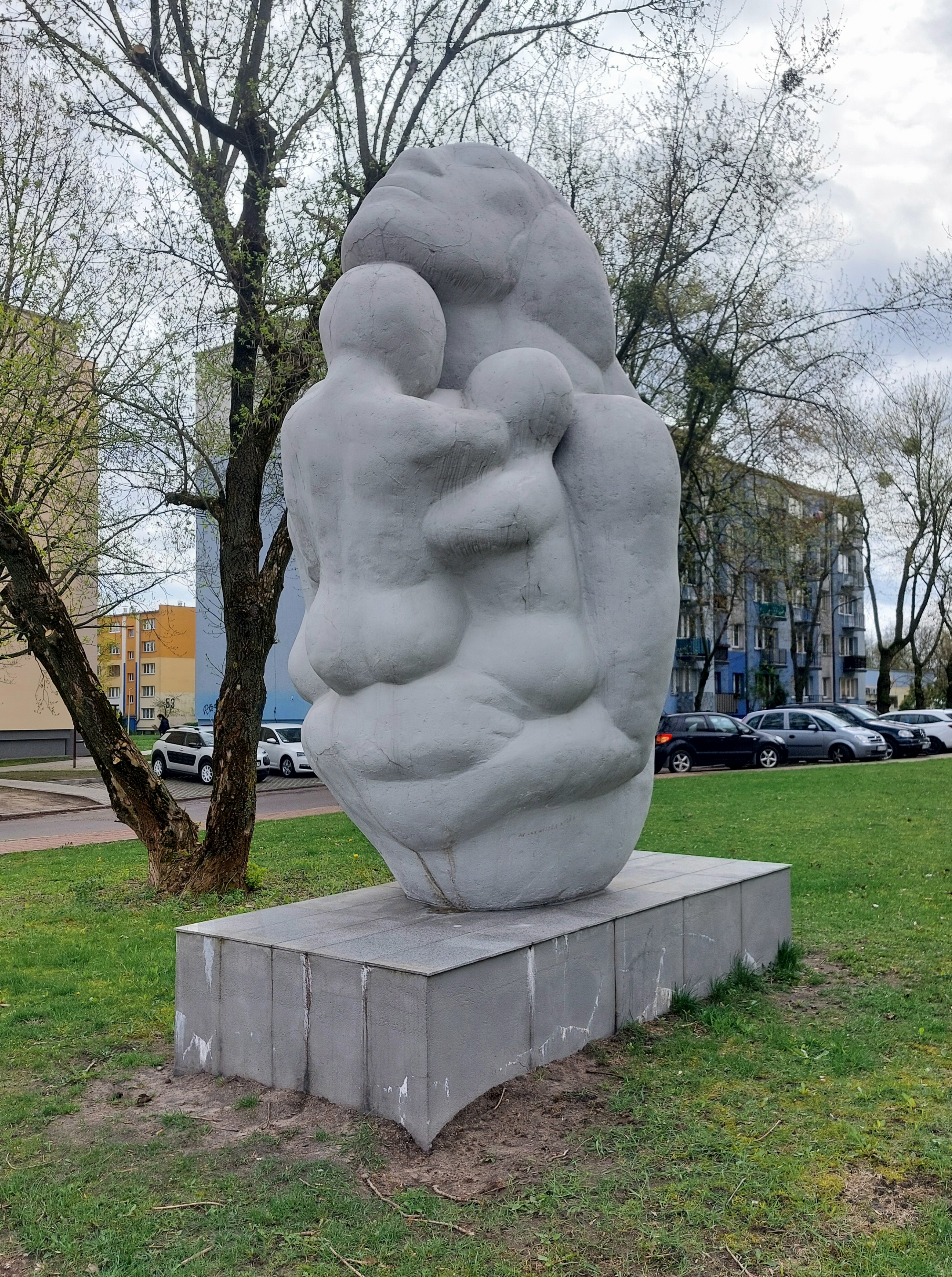
Rzeźba symbolizująca macierzyństwo przy alei Wyszyńskiego

Osiedle Zagrodniki – osiedle w Łodzi, w dzielnicy Polesie, stanowiące część większego osiedla Retkinia.
Administracyjnie osiedle Zagrodniki wchodzi w skład osiedla Karolew-Retkinia Wschód.
Na osiedlu zamieszkuje ok. 10.000–15.000 ludzi.

## Nazwa i historia
Nazwa osiedla pochodzi od nazwy części dawnej wsi Retkinia noszącej nazwę Zagrodniki, później stanowiącej jedną z większych ulic dawnej Retkini, powstałej w miejscu tej części wioski po wcieleniu tych terenów w obręb miasta (obecnie, po zbudowaniu osiedla i wytyczeniu nowego układu ulic, ulica Zagrodniki istnieje w formie szczątkowej; nie ma znaczenia komunikacyjnego, a jej istnienie zaznaczane jest tylko na niektórych planach miasta).
Aż do początku lat 70. tereny te były obszarem typowo wiejskim, aczkolwiek włączonym administracyjnie w skład miasta (co nastąpiło po II wojnie światowej). W końcu lat 60. władze miasta wytypowały te tereny jako miejsce budowy nowoczesnego osiedla mieszkaniowego, kilka lat później wysiedlono dawnych mieszkańców, wyburzono zabudowania i w ich miejsce postawiono bloki. Bloki w zachodniej części osiedla zbudowano dopiero w początku lat 80.; w tamtej okolicy zachowało się wiele zabudowań z okresu poprzedzającego powstanie blokowiska (m.in. zabudowania przy piekarni przy ulicy Olimpijskiej – fragment dawnej ulicy Zagrodniki).

## Granice i okolica
Podosiedle to znajduje się we wschodniej części Retkini.
Osiedle ma kształt nieregularny, a za jego granice przyjmuje się ulice: Wyszyńskiego, Waltera-Janke, Maratońska i Retkińska. W czasie budowy osiedla, jak też przez pewien czas (do 1990 roku) obecna aleja Stefana Wyszyńskiego na wysokości osiedla Zagrodniki nosiła nazwę Ernsta Thälmanna.

## Charakter osiedla
Osiedle Zagrodniki składa się, podobnie jak zdecydowana większość Retkini, w głównej mierze z cztero-, dziesięcio- i jedenastopiętrowych bloków z wielkiej płyty, zbudowanych w latach 1972–1975. Poza nimi na osiedlu stoi kilka nowych budynków wielorodzinnych, o podwyższonym standardzie, z cegieł i pustaków, zbudowanych na początku XXI w. Oprócz tego w wielu miejscach zachowały się typowe domy wiejskie z czasów sprzed powstania osiedla, a ich największym skupiskiem są zabudowania przy piekarni przy ulicy Olimpijskiej (fragment dawnej ulicy Zagrodniki).
W ostatnich latach zdecydowana większość bloków została ocieplona i pomalowana.
Na osiedlu istnieją m.in. żłobek Nr 21, 2 przedszkola miejskie Nr 144 i 154, szkoła podstawowa nr 137 (2 budynki), 2 supermarkety: Stokrotka (dawny „Sobieradek”) oraz Netto (dawny pawilon P.S.S. Społem i Tesco), liczne większe i mniejsze sklepy oraz punkty usługowe, apteki, poczta itd.
Ulicami stanowiącymi granice osiedla przebiega kilka linii MPK-Łódź:
- tramwajowe: 10A, 10B, 12, 14 (kursuje w weekendy i święta) i 18 (kursuje w dni robocze);
- autobusowe: 55, 65B, 69A/69B, 86 nocne: N2 i N7A/N7B.

W bezpośrednim sąsiedztwie osiedla przebiegają również linie autobusowe: 65A, 76, 80 oraz 99.
- w czerwcu 2021 otworzona została stacja Łódź Retkinia.
- ma zostać wyburzona w związku z budową CPK.